# Makking Gold ①
Albums de Maki Gotō
2 Paint It Gold
(2004)
Singles
Makking Gold ①, ou Makking Gold 1 (マッキングGOLD①), est le 1er album en solo de Maki Gotō dans le cadre du Hello! Project, après son départ du groupe Morning Musume en 2002. Il sort le 5 février 2003 au Japon sous le label Piccolo Town.

## Présentation
L'album est écrit et produit par Tsunku. Il atteint la 4e place du classement de l'Oricon. Il se vend à 75 465 exemplaires la première semaine, et reste classé pendant 9 semaines, pour un total de 104 999 exemplaires vendus. C'est l'album le plus vendu de Maki Gotō à ce jour (2010).
Il contient les chansons-titres de ses quatre premiers singles en solo sortis précédemment : Ai no Bakayarō, Afurechau... Be in Love, Te o Nigitte Arukitai et Yaruki! It's Easy. Il contient également une version supplémentaire remixée de la chanson Te o Nigitte Arukitai, une version en solo de la chanson Akai Nikkichō du groupe "shuffle unit" Akagumi 4 (avec Gotō) sortie en single en 2000, et une version en solo de la chanson Shall We Love? du groupe temporaire Gomattō (aussi avec Gotō) sortie en single en 2002.
Maki Gotō avait déjà participé en tant que soliste à l'enregistrement d'un album en commun sorti quatre mois auparavant : FS3 Folk Songs 3. Elle chante aussi en solo sur l'album de la comédie musicale Ken & Mary no Merikenko On Stage! qui sort le mois suivant.

## Liste des titres
Toutes les chansons sont écrites et composées par Tsunku.
| 1.  | Ai no Bakayarō (愛のバカやろう)                                    | Suzuki "Daichi" Hideyuki | 4:44 |
| 2.  | Te o Nigitte Arukitai (手を握って歩きたい)                         | Konishi Takao            | 4:34 |
| 3.  | Aitte Donna xxx? (愛ってどんな×××?)                                | AKIRA                    | 4:13 |
| 4.  | Afurechau... Be in Love (A Passionate Mix) (溢れちゃう…BE IN LOVE) | Hirata Shoichiro         | 3:56 |
| 5.  | Date Chūihō (デート注意報)                                         | Takahashi Yuichi         | 4:22 |
| 6.  | Shall We Love? (Gotō Version) (Shall We Love？（後藤Version）)     | UZA                      | 4:43 |
| 7.  | Yaruki! It's Easy (やる気！IT'S EASY)                              | Maejima Yasuaki          | 3:53 |
| 8.  | Moriagaru Shikanai Deshō! (盛り上がるしかないでしょ!)              | Takahashi Yuichi         | 3:31 |
| 9.  | Hareta Hi no Marine (晴れた日のマリーン)                           | Suzuki "Daichi" Hideyuki | 4:23 |
| 10. | Akai Nikkichō (Gotō Version) (赤い日記帳（後藤Version）)           | Konishi Takao            | 4:27 |
| 11. | Te o Nigitte Arukitai (Album Version) (手を握って歩きたい)         | Suzuki Shunsuke          | 5:14 |